# 疲劳驾驶
疲劳驾驶是指司機在缺乏睡眠以及極度困乏的情況下駕駛汽車。睡眠不足是發生机动车事故的重要原因。当一个人没有获得足够的睡眠时，他们的协调能力受影響，反应时间较长，判断力和记忆力也會下降。根据1998年的一项调查，23%的成年人在开车时會睡着。据美國運輸部表示，男司机在开车时睡着的次数是女司机的两倍。 